# Vama Buzăului
Vama Buzăului là một xã thuộc hạt Brașov, România. Dân số thời điểm năm 2002 là 3377 người.